# داميون فليتشير
داميون فليتشير (بالإنجليزية: Damion Fletcher)‏ هو لاعب كرة قدم أمريكية أمريكي، ولد في 1 يوليو 1987.